# 圣洛伦索德托尔梅斯
圣洛伦索德托尔梅斯，是西班牙卡斯蒂利亚-莱昂阿维拉省的一个市镇。总面积15平方公里，总人口52人（2001年），人口密度3人/平方公里。